# In Concert: Brandeis University 1963
Albums de Bob Dylan
The Original Mono Recordings
(2010) Tempest
(2012)
In Concert: Brandeis University 1963 est un album de Bob Dylan sorti en 2011. Il retrace une partie du concert donné par le chanteur le 10 mai 1963 à l'université Brandeis de Waltham, dans le Massachusetts.
Cet enregistrement a été retrouvé dans la cave du critique musical Ralph J. Gleason après sa mort. L'album est d'abord offert avec les coffrets The Bootleg Series Vol. 9: The Witmark Demos: 1962-1964 et The Original Mono Recordings en 2010 avant d'être commercialisé seul l'année suivante.

## Titres
Toutes les chansons sont de Bob Dylan, sauf Honey, Just Allow Me One More Chance, créditée à Dylan et Henry Thomas.
1. Honey, Just Allow Me One More Chance (incomplète) – 1:57
2. Talkin' John Birch Paranoid Blues – 4:40
3. Ballad of Hollis Brown – 7:10
4. Masters of War – 6:30
5. Talkin' World War III Blues – 6:24
6. Bob Dylan's Dream – 5:57
7. Talking Bear Mountain Picnic Massacre Blues – 5:44